# فريدريش أرنست فون فيشر
فريدريش أرنست فون فيشر  (1782-1854) (بالإنجليزية: Friedrich Ernst Ludwig von Fischer)‏ هو عالم نبات ألماني.